# 南米東吉國家公園
23°30′S 46°55′E / 23.500°S 46.917°E

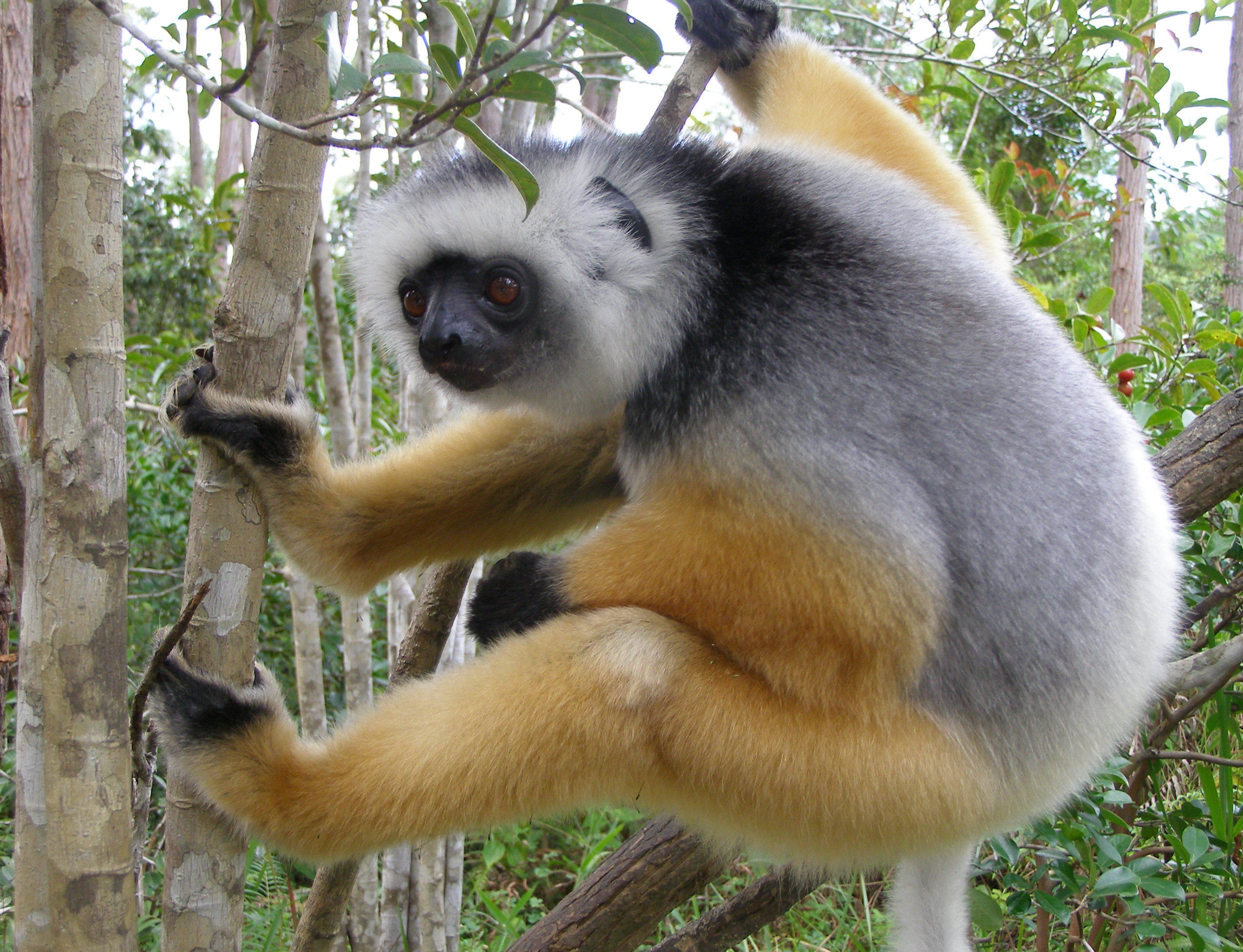

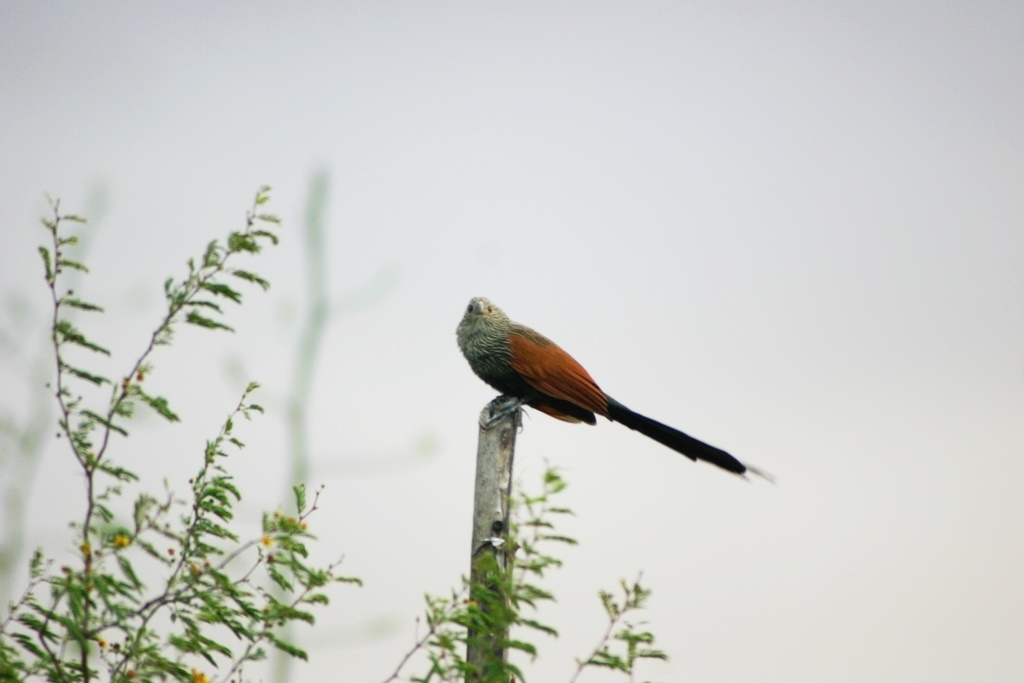

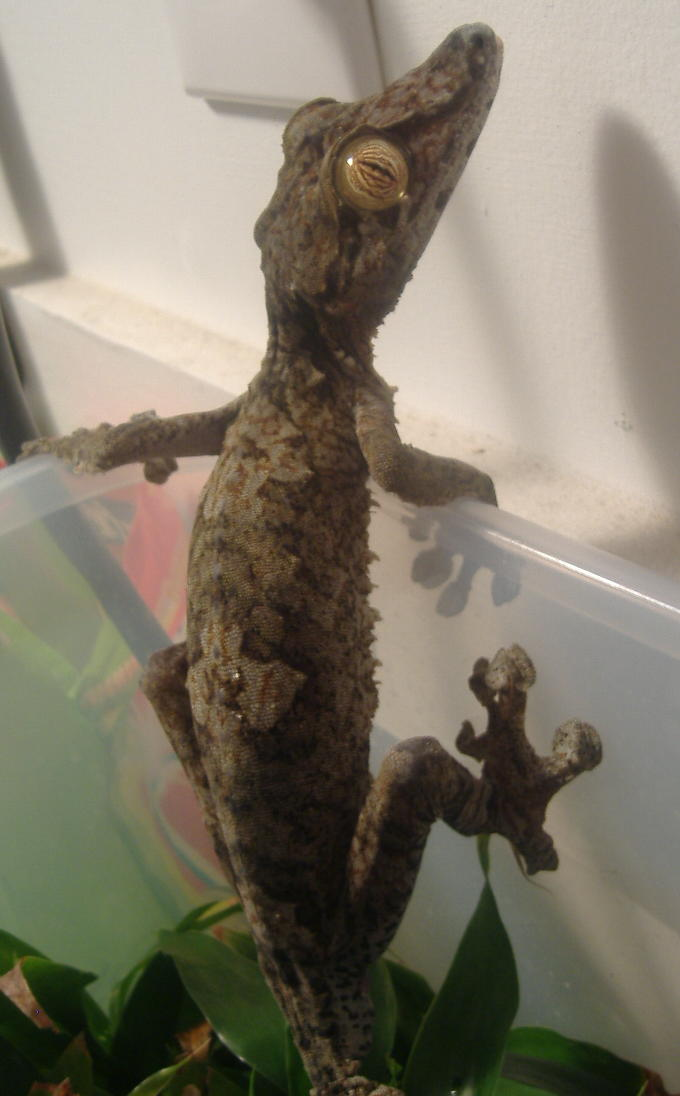

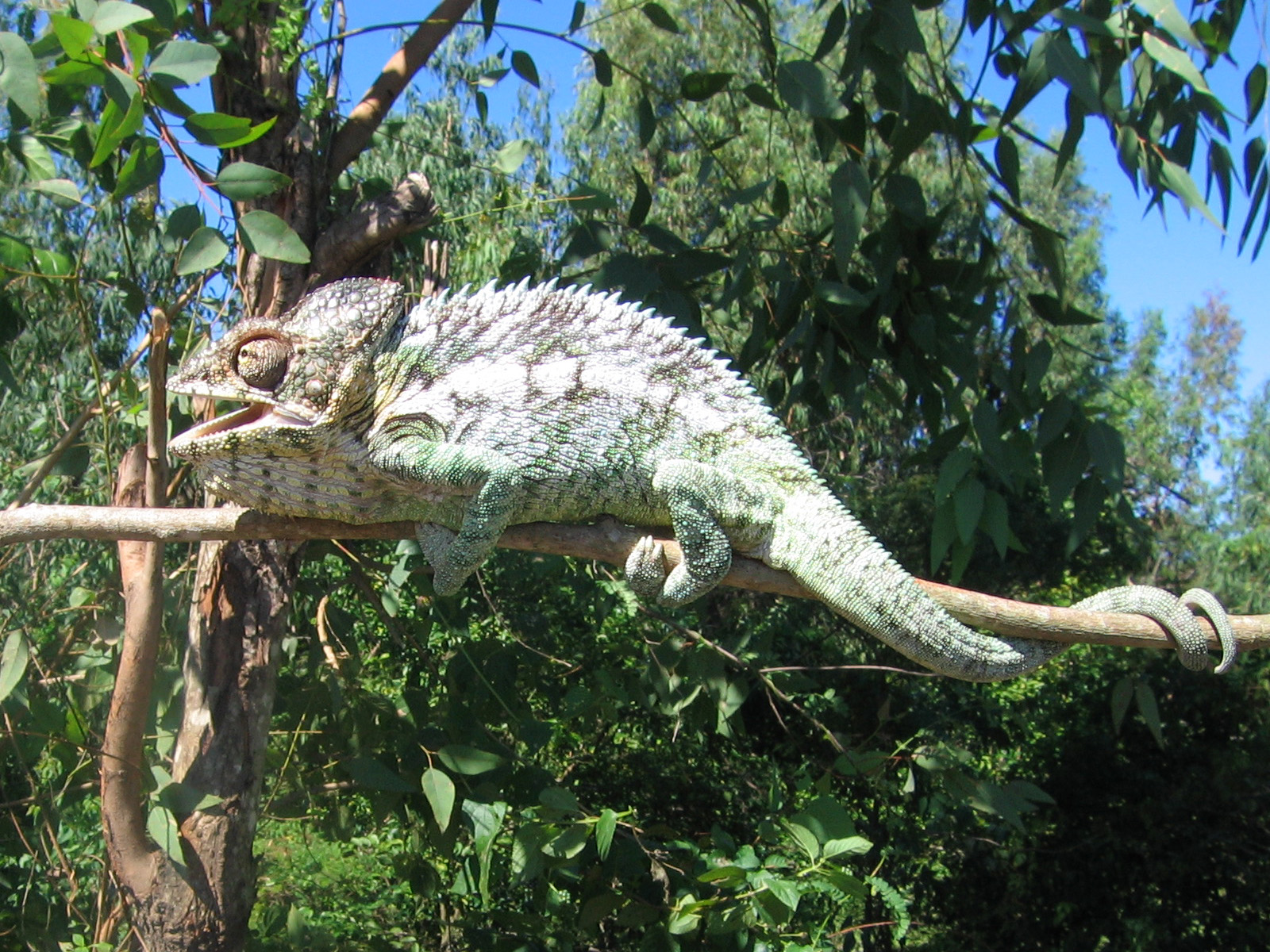

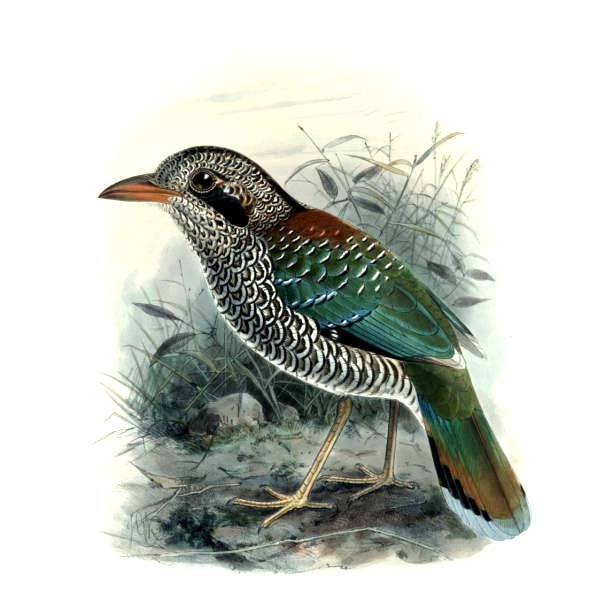

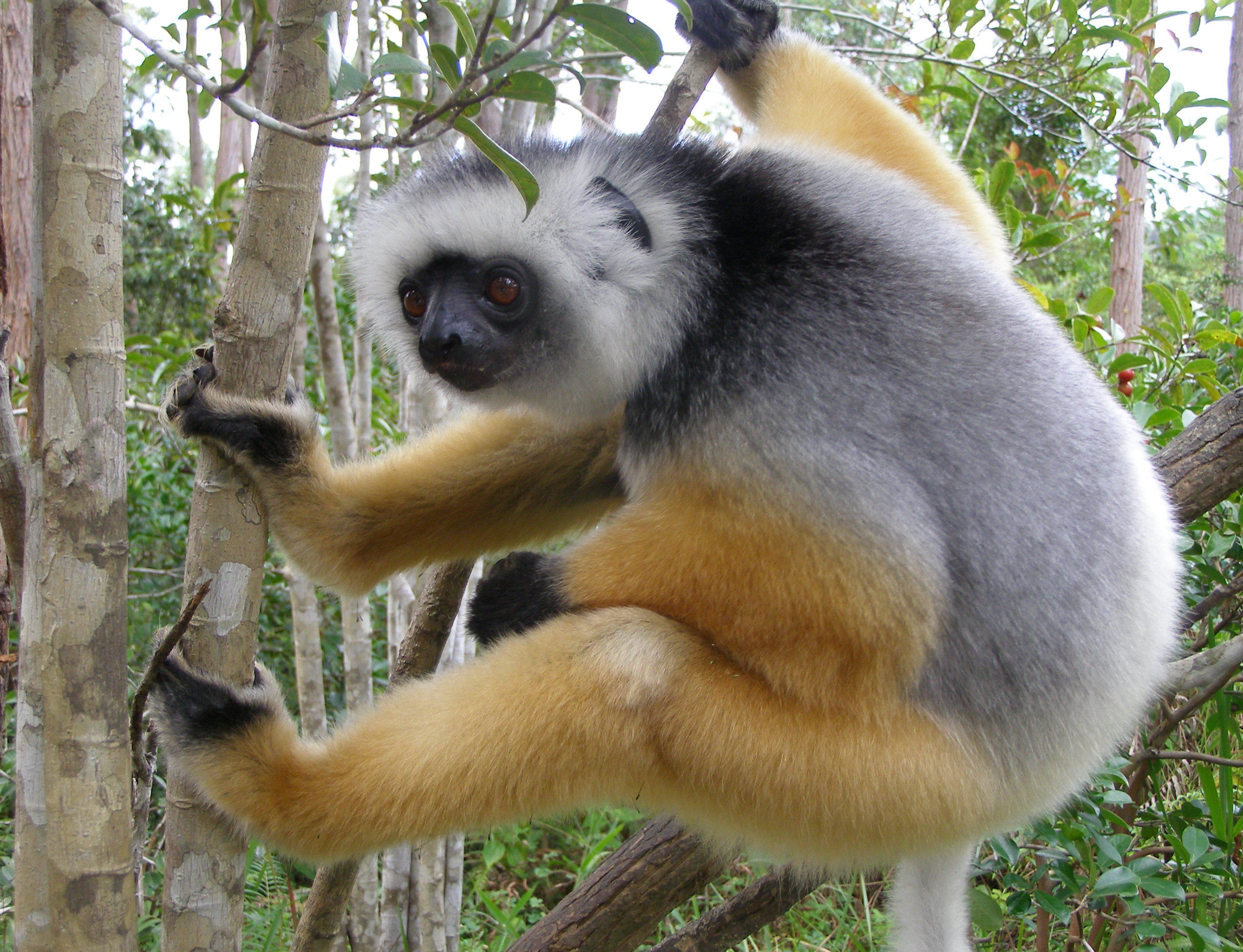

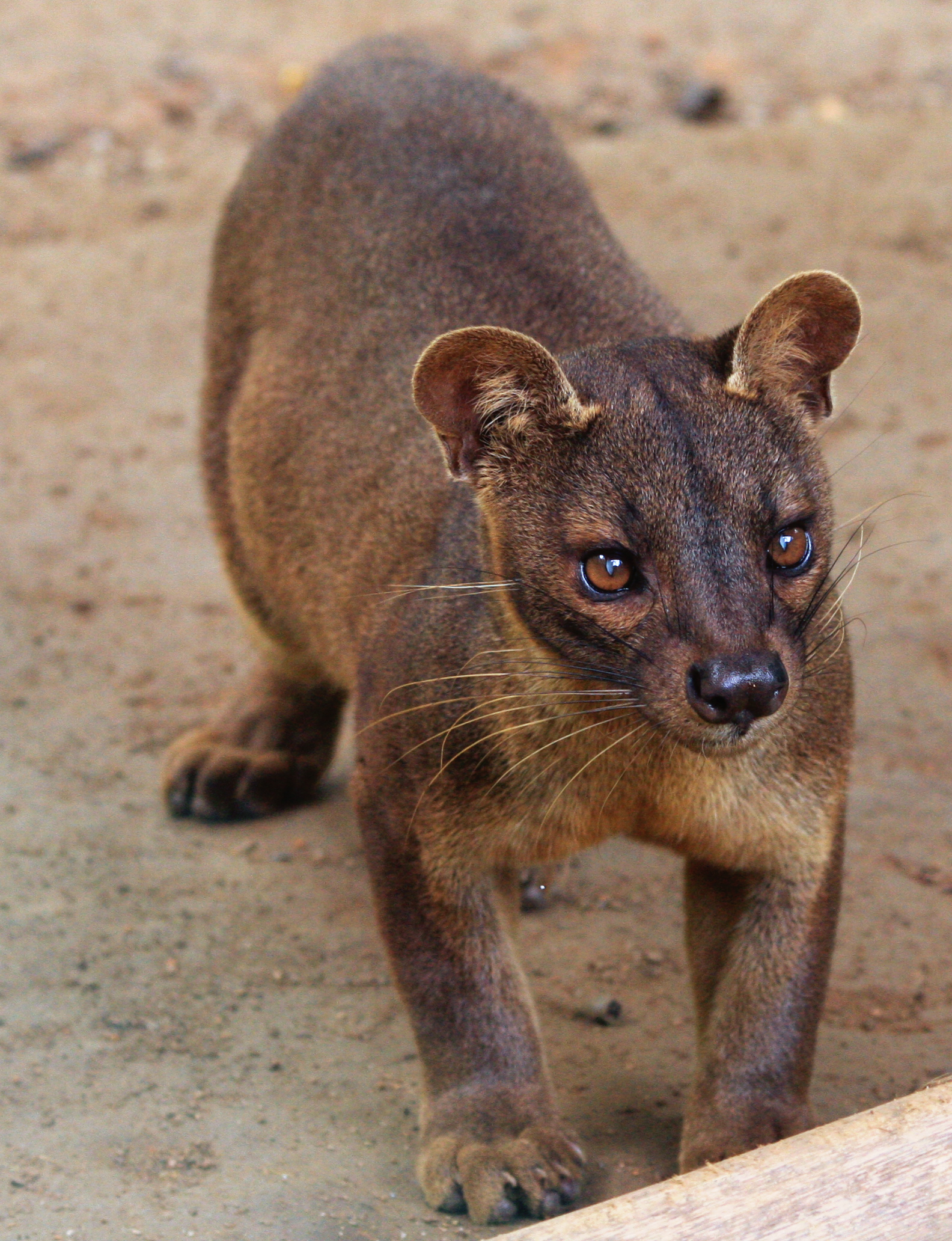

南米東吉國家公園是馬達加斯加的國家公園，位於該國東南部阿齊莫-阿齊那那那區，始建於1997年，面積1,922平方公里，該地區有紅厚殼、厚殼桂、黃檀、柿樹、杜英、番櫻桃等植物生長。